# Bulduq
Bulduq è un comune dell'Azerbaigian situato nel distretto di Sabirabad. Conta una popolazione di 1 797 abitanti.